# Lengronne
Lengronne település Franciaországban, Manche megyében. Lakosainak száma 463 fő (2022. január 1.). Lengronne Cérences, Grimesnil, Le Mesnil-Aubert, Saint-Denis-le-Gast, Ver, Gavray-sur-Sienne és Quettreville-sur-Sienne községekkel határos.

## Népesség
A település népességének változása:
| Lakosok száma | 555  | 464  | 432  | 439  | 454  | 438  | 423  | 413  | 430  | 463  |
|               | 1968 | 1982 | 1990 | 2006 | 2013 | 2015 | 2017 | 2019 | 2020 | 2022 |